# 澳洲奇谈
《澳洲奇谈》是一部1971年的澳大利亚电影，尼古拉斯·罗伊格导演，珍妮·艾格特主演，改编自詹姆斯·马歇尔的同名小说。影片讲述一对姐弟被精神病父亲遗弃在澳洲内陆的沙漠。他们迷失了方向，直到遇上一位正在进行成年仪式的原住民青年，他给两姐弟水喝，并与他们共同始一段旅程。姐姐和原住民青年语言不通，但二人之间还是产生了微妙的感情，狩猎、游泳是这段旅途的重要组成部分。最终，姐弟二人找到了村庄，重回文明世界，而原住民青年却在跳了一段奇异的舞蹈之后自杀了。
影片在1971年戛纳电影节的竞赛单元上首映。该片是罗伊格独自导演的首部电影，体现了导演罗伊格强烈的视觉风格，导演也亲自担任摄影。澳洲内陆的各种珍奇野生动植物、奇异的地貌，都在镜头下得以展现。一些镜头充满象征意味，比如原住民青年在野生动物遭到文明人猎枪屠杀后所表现的迷惘。影片上映后票房惨败，但获得了评论界的好评。